# Beatrice Esegio
Beatrice Esegio, född 1 oktober 2004 i Mirano, är en italiensk konstsimmare.

## Karriär
Vid junior-EM 2022 i Alicante var Bisi en del av Italiens lag som tog silver i det fria lagprogrammet, fri kombination och highlight samt brons i det tekniska lagprogrammet. Vid junior-VM 2022 i Québec var hon en del av Italiens lag som tog silver i highlight samt brons i det fria lagprogrammet, det tekniska lagprogrammet och fri kombination. Vid junior-EM 2023 i Funchal var Bisi en del av Italiens lag som tog guld i det fria lagprogrammet samt silver i det tekniska och akrobatiska lagprogrammet.
Vid EM 2024 i Belgrad var Bisi en del av Italiens lag som tog silver i det fria lagprogrammet samt brons i det tekniska och akrobatiska lagprogrammet. Vid konstsim-EM 2025 i Funchal var hon en del av Italiens lag som tog silver i det fria lagprogrammet.